# Augustyn Borcz

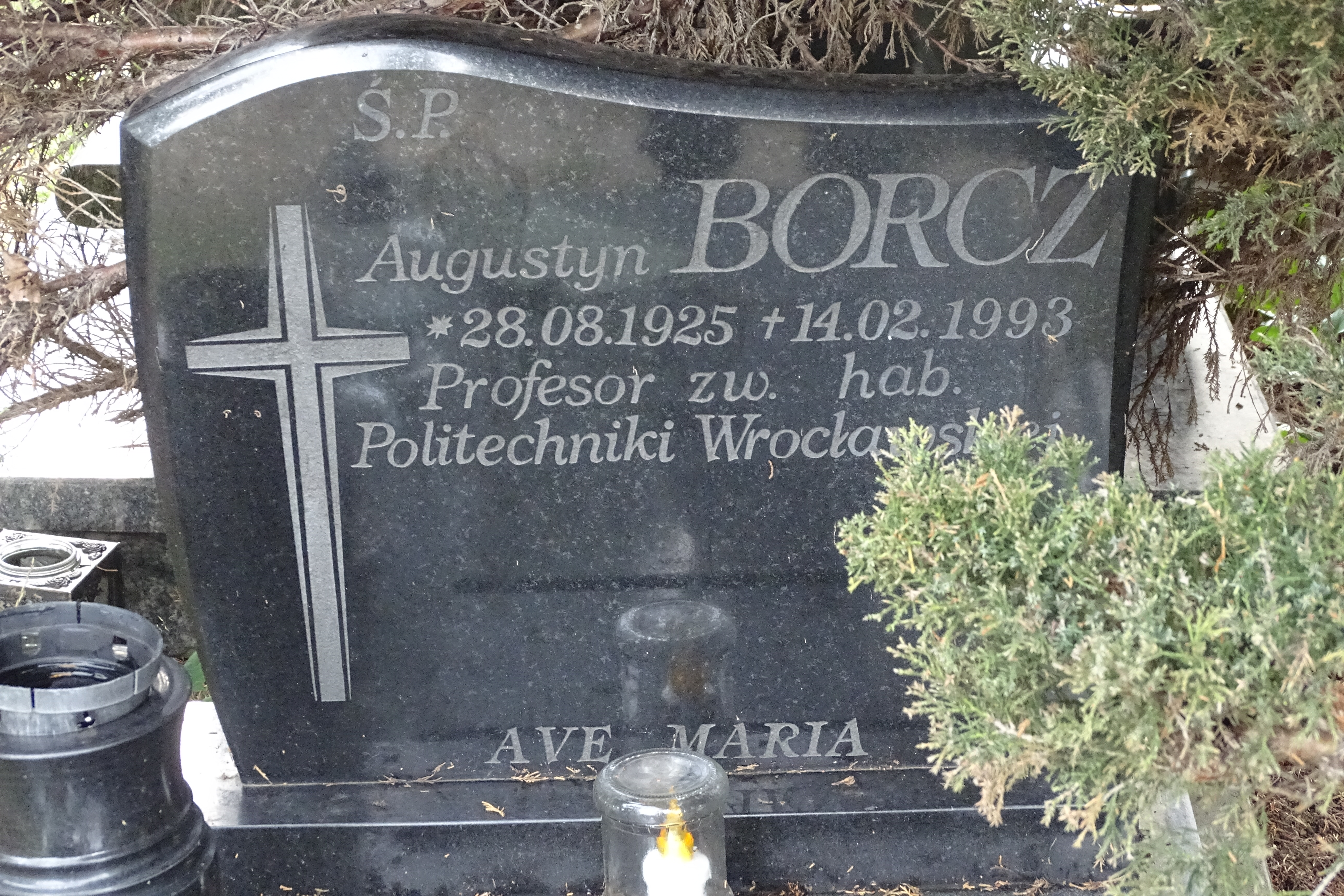
Grób profesora na Cmentarzu Świętej Rodziny we Wrocławiu

Augustyn Borcz (ur. 28 sierpnia 1925, zm. 14 lutego 1993) – polski inżynier budownictwa. Absolwent Politechniki Wrocławskiej. Od 1972 r. profesor na Wydziale Budownictwa Lądowego (od 1990 r. Budownictwa Lądowego i Wodnego) Politechniki Wrocławskiej.
Został pochowany na Cmentarzu Świętej Rodziny we Wrocławiu.